# Калгурли
Калгу́рли, Калгурли-Боулдер (англ. Kalgoorlie, Kalgoorlie-Boulder) — город на территории австралийского штата Западная Австралия, расположенный примерно в 595 км к востоку-северо-востоку от города Перт. Основан в 1893 году во время золотой лихорадки в регионе. Крупный центр добычи золота.
Калгурли официально получил статус города после слияния в 1989 году одноимённого населённого пункта и графства Боулдер. Согласно переписи 2006 года, численность населения города составляет 28 246 человек, что делает его пятым по численности населения городом Западной Австралии.

## История
Название города имеет аборигенное происхождение и переводится с одного из языков австралийских аборигенов как «место шелковистой груши». Город был основан 17 июня 1893 года золотоискателем Патриком Хэнненом (англ. Patrick (Paddy) Hannan), который обнаружил поблизости крупное месторождение золота, до сих пор считающееся одним из крупнейших в Австралии (эту местность часто называют «Золотой милей»). С тех пор основным занятием местных жителей стали разработки золота, а также других полезных ископаемых (прежде всего, никеля).
В 1896 году до населённого пункта была построена железная дорога от Перта. К 1917 году с завершением строительства трансавстралийской железной дороги, Калгурли получил сообщение с городом Порт-Огаста в Южной Австралии.

## Промышленность
В непосредственной близости от города расположено золотоносное месторождение «Super Pit» (добыча золота ведётся в нём открытым способом), длина которого составляет около 3,6 км, ширина — 1,6 км, а глубина залегания — 512 м.

## Климат
Климат в городе засушливый, с жаркими летом и прохладной зимой. Среднегодовое количество осадков составляет около 260 мм. Самый жаркий месяц — январь со средней максимальной температурой в 33,6 °C. Самый холодный месяц — июль (температура колеблется от 16,5 до 4,8 °C). 26 февраля 2019 года в Калгурли была зафиксирована самая высокая температура по планете за сутки и отметка термометра в пиковой точке достигла +44 °C.
| Показатель                                                              | Янв. | Фев. | Март | Апр. | Май  | Июнь | Июль | Авг. | Сен. | Окт. | Нояб. | Дек. | Год   |
| ----------------------------------------------------------------------- | ---- | ---- | ---- | ---- | ---- | ---- | ---- | ---- | ---- | ---- | ----- | ---- | ----- |
| Средний максимум, °C                                                    | 33,6 | 32,0 | 29,5 | 25,1 | 20,5 | 17,5 | 16,7 | 18,4 | 22,2 | 25,6 | 28,9  | 31,9 | 25,2  |
| Средний минимум, °C                                                     | 18,2 | 17,8 | 16,0 | 12,6 | 8,6  | 6,2  | 4,9  | 5,5  | 7,9  | 10,9 | 14,0  | 16,5 | 11,6  |
| Норма осадков, мм                                                       | 22,8 | 31,5 | 23,6 | 22,1 | 27,8 | 29,6 | 25,4 | 21,7 | 14,5 | 15,1 | 18,2  | 16,1 | 268,4 |
| Источник: http://www.bom.gov.au/climate/averages/tables/cw_012038.shtml |      |      |      |      |      |      |      |      |      |      |       |      |       |

## Галерея
- Гостиница «Exchange».
- Золотые прииски.
- Вид на город с возвышенности.
- Гостиница «York».
- Золотоносное месторождение «Super Pit».
- Историческое здание почты города.
- Башня исторического здания почты города.
- Гостиница города.